# Abadia de Payerne

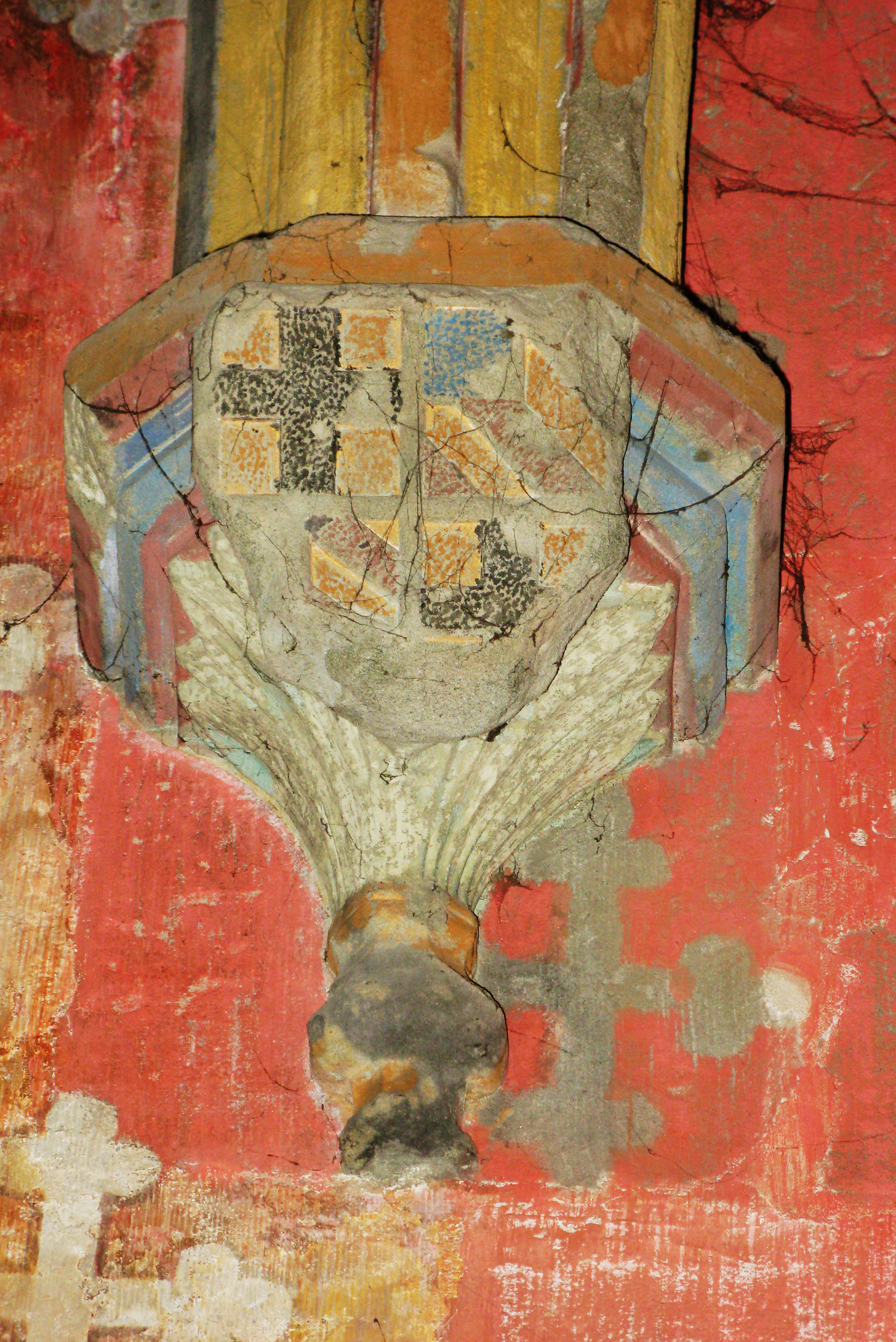

L'abadía protestant de Notre-Dame és un edifici religiós de la ciutat de Payerne. Es considera l'església romànica més gran de Suïssa. La part adjacent a la construcció - el museu - va ser molt danyada per un incendi el 1987.

## Història
El 965, el monestir de Payerne es va desenvolupar a partir de la seva presentació a l'abat de Cluny. La construcció de l'edifici va començar al voltant de l'any 1000 amb la nau. Va ser construïda en el lloc de la vila Paterniaca (que va donar el seu nom a la ciutat de Payerne) construïda al seu torn al segle iv.
Els reis de Borgonya i després els emperadors germànics van fer moltes donacions, fins a la Reforma Protestant i l'expulsió dels monjos el 1565.
En la reforma, el monestir i els edificis veïns van ser destruïts. Només va subsistir la sala capitular i un ala del convent.

## Arquitectura
L'arquitectura de l'església abacial es considera dins del romànic, i construïda d'acord amb un esquema cluniacenc (segle xi). Molts dels elements, no obstant això, tenen com a font d'inspiració el gòtic més tardà (segle XV).
Nombrosos capitells pintats són encara visibles.

## Frescos
Molts frescos dels segles xi i xii adornen les parets del nàrtex:Crist en la Creu sostingut per Déu el Pare, la Verge de la Misericòrdia, Crist en el judici final davant els vint-i-quatre ancians de l'Apocalipsi.

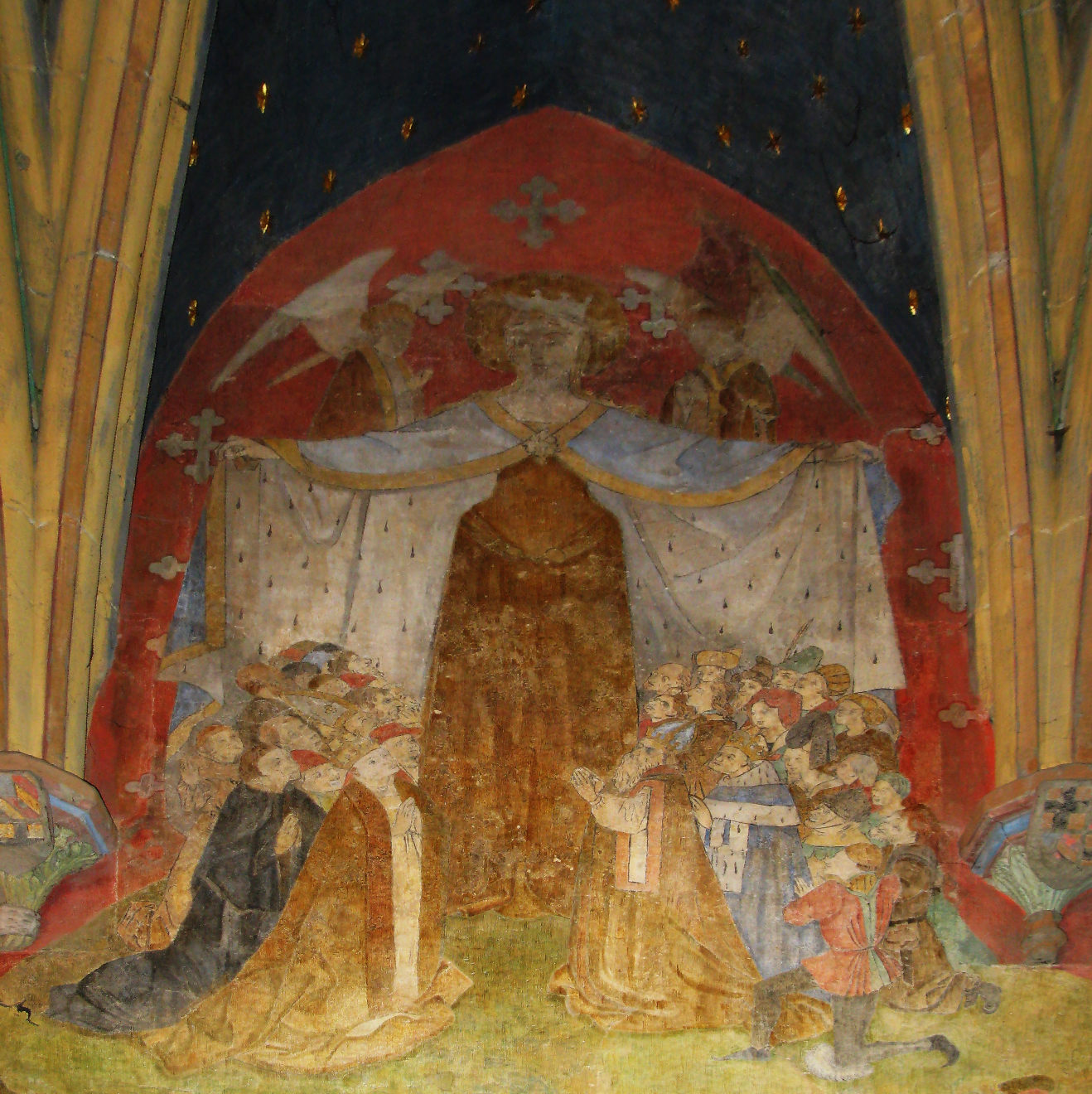
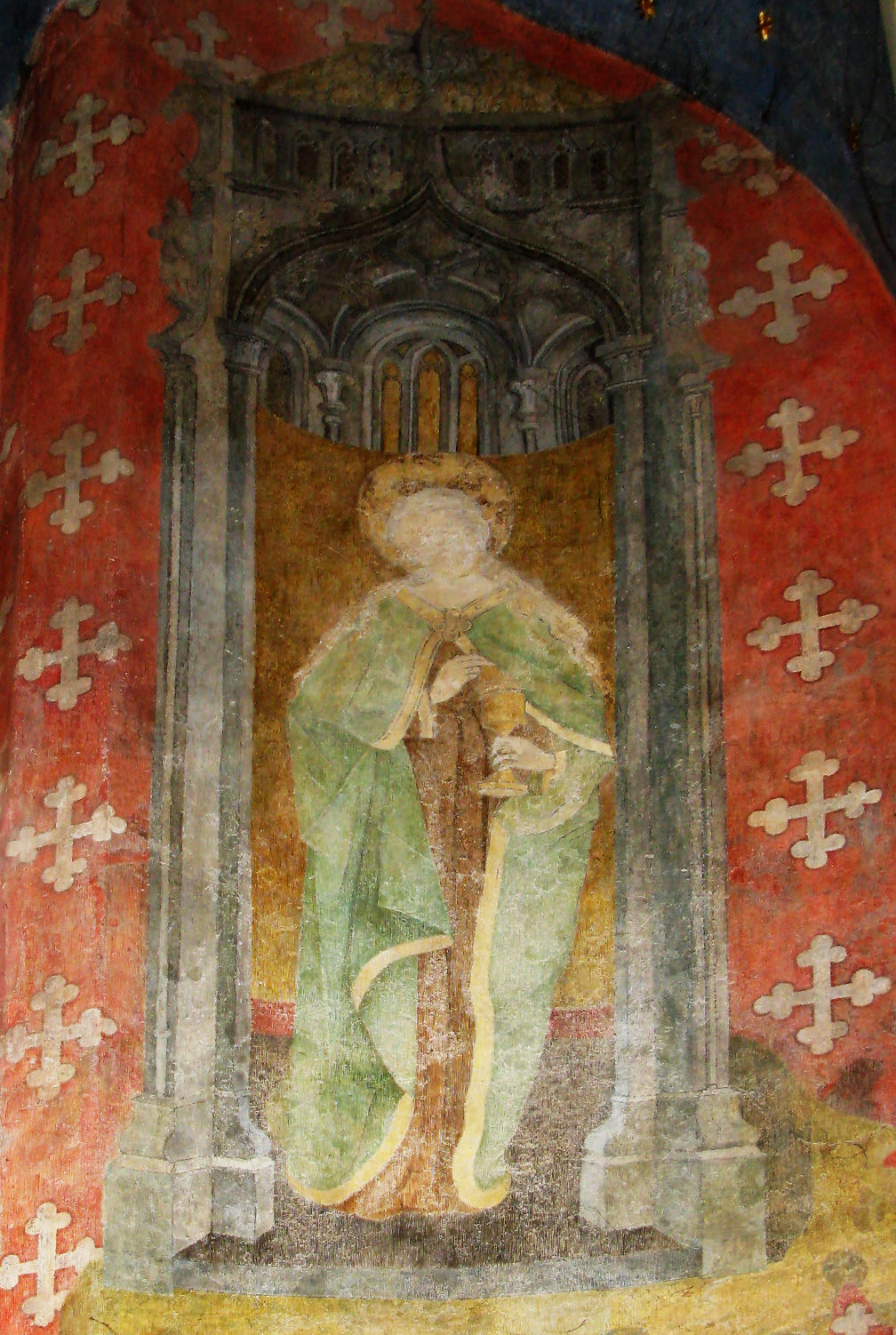
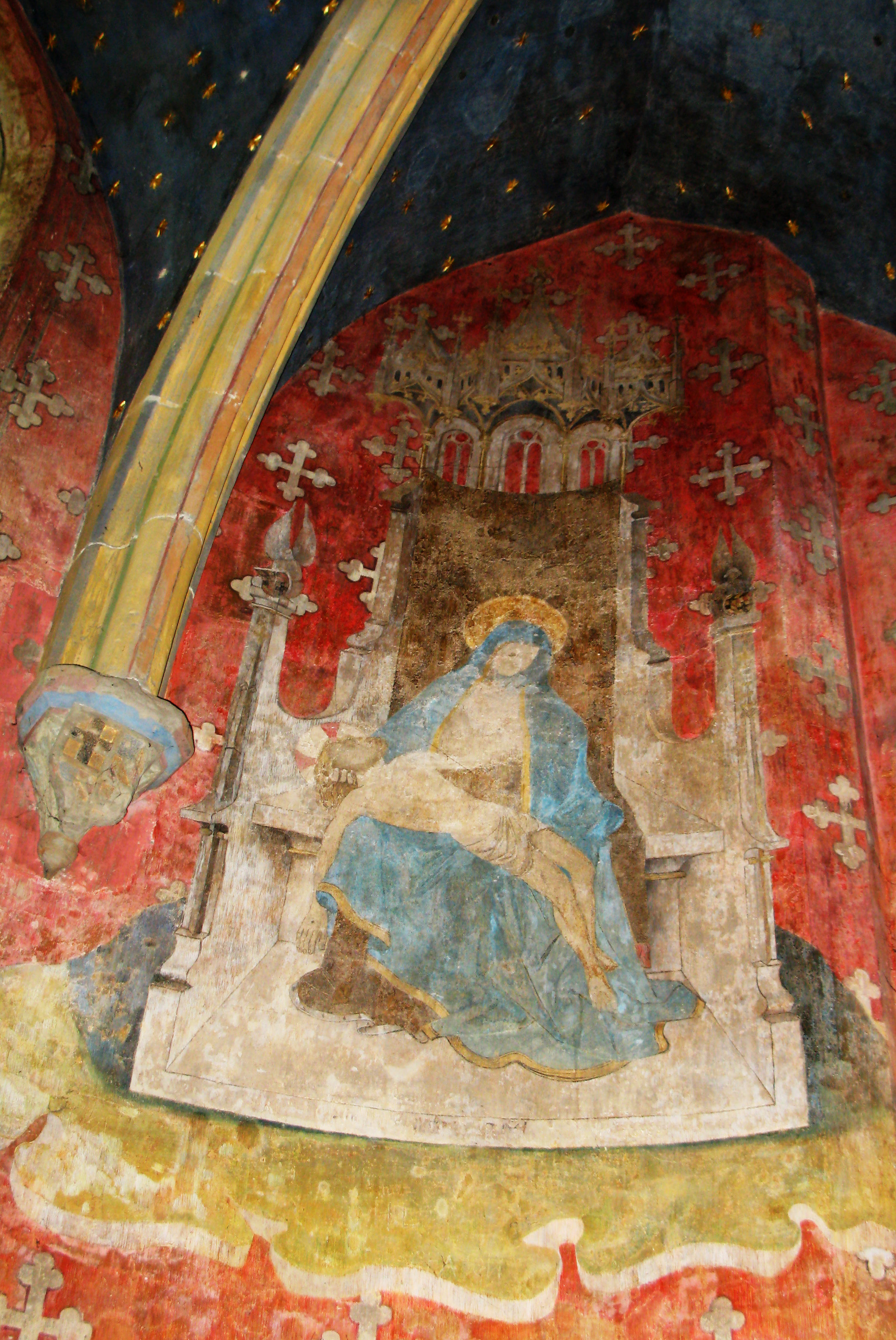
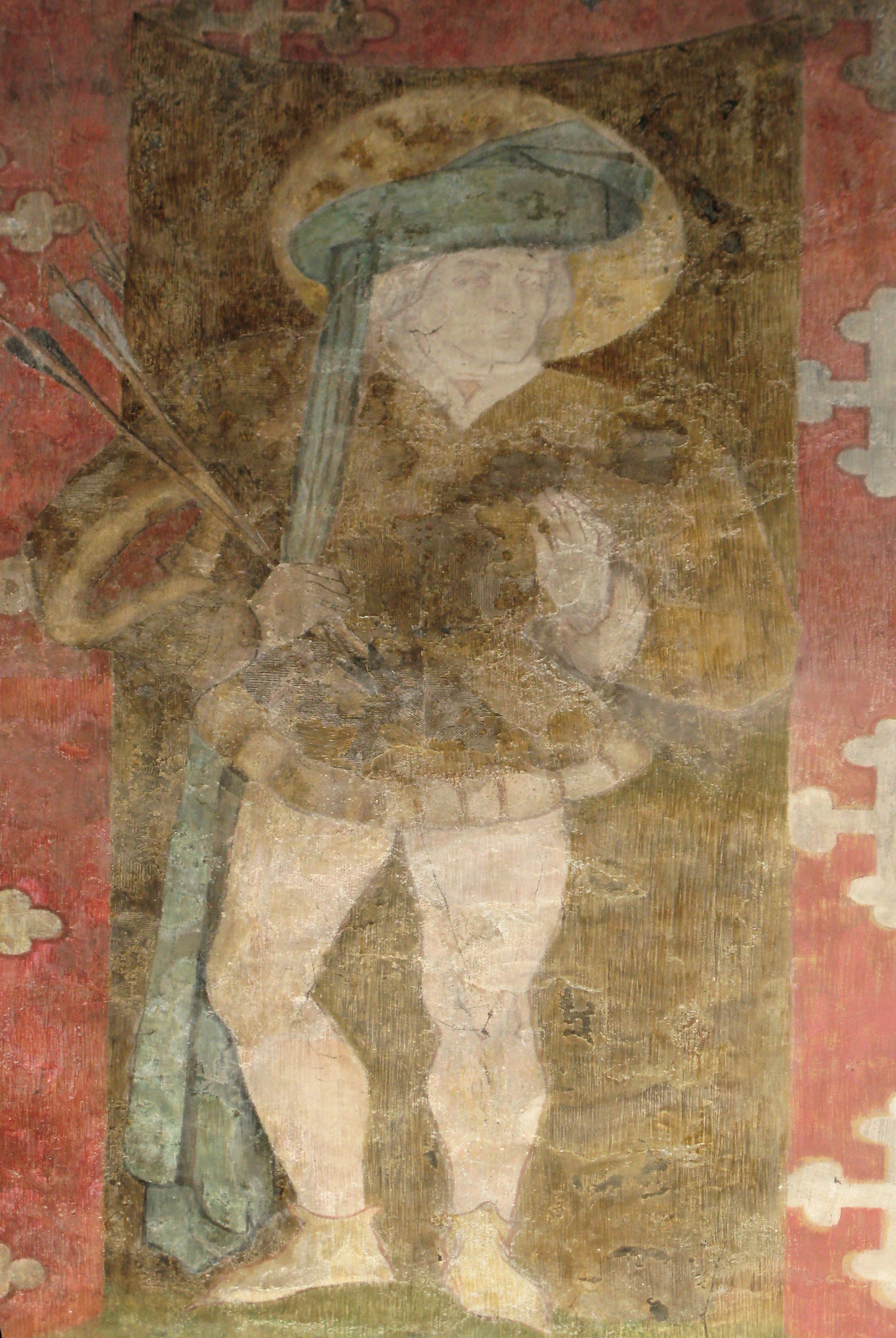
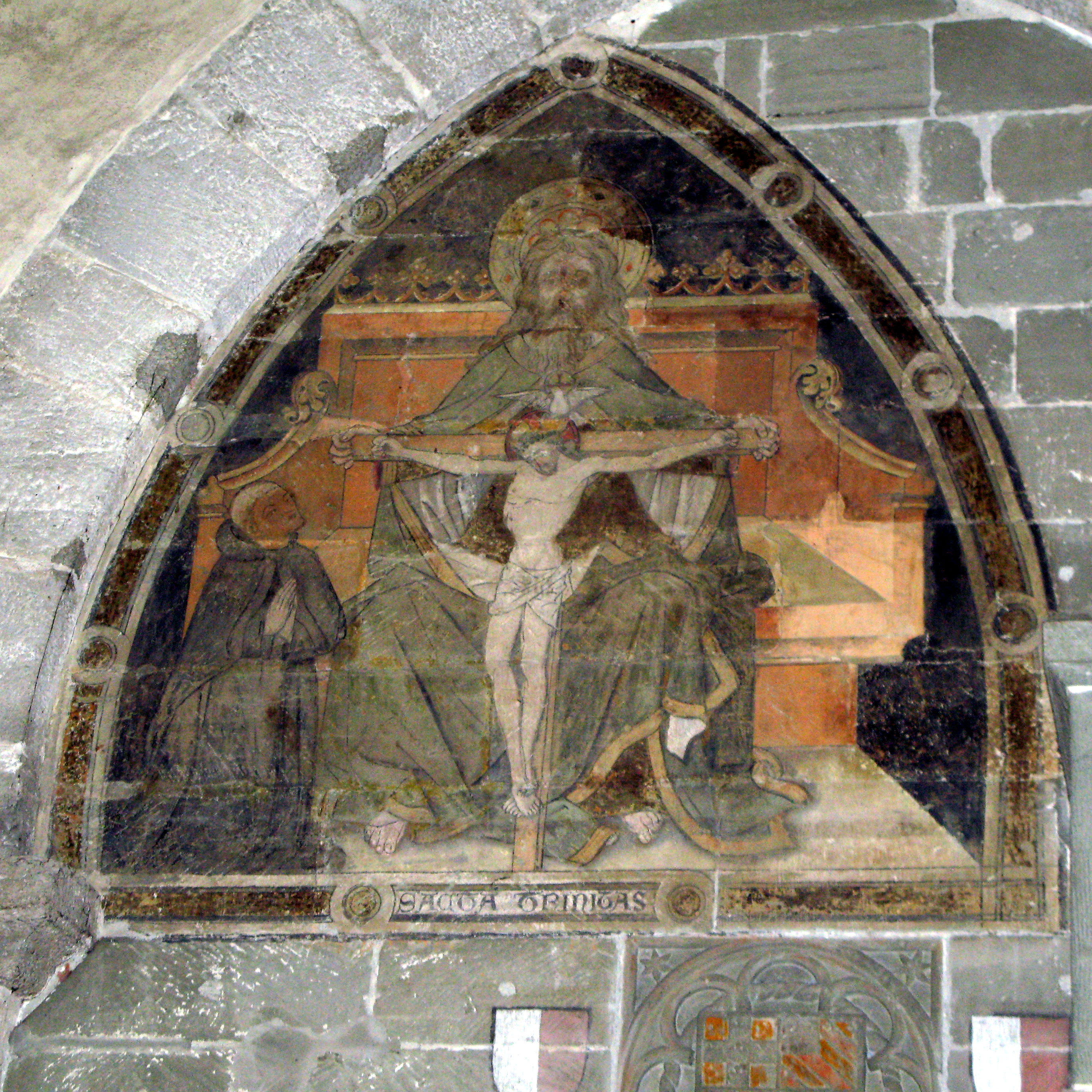